# Paraidemona cohni
Paraidemona cohni är en insektsart som beskrevs av Fontana och Buzzetti 2007. Paraidemona cohni ingår i släktet Paraidemona och familjen gräshoppor. Inga underarter finns listade i Catalogue of Life.